# Hermione von Preuschen

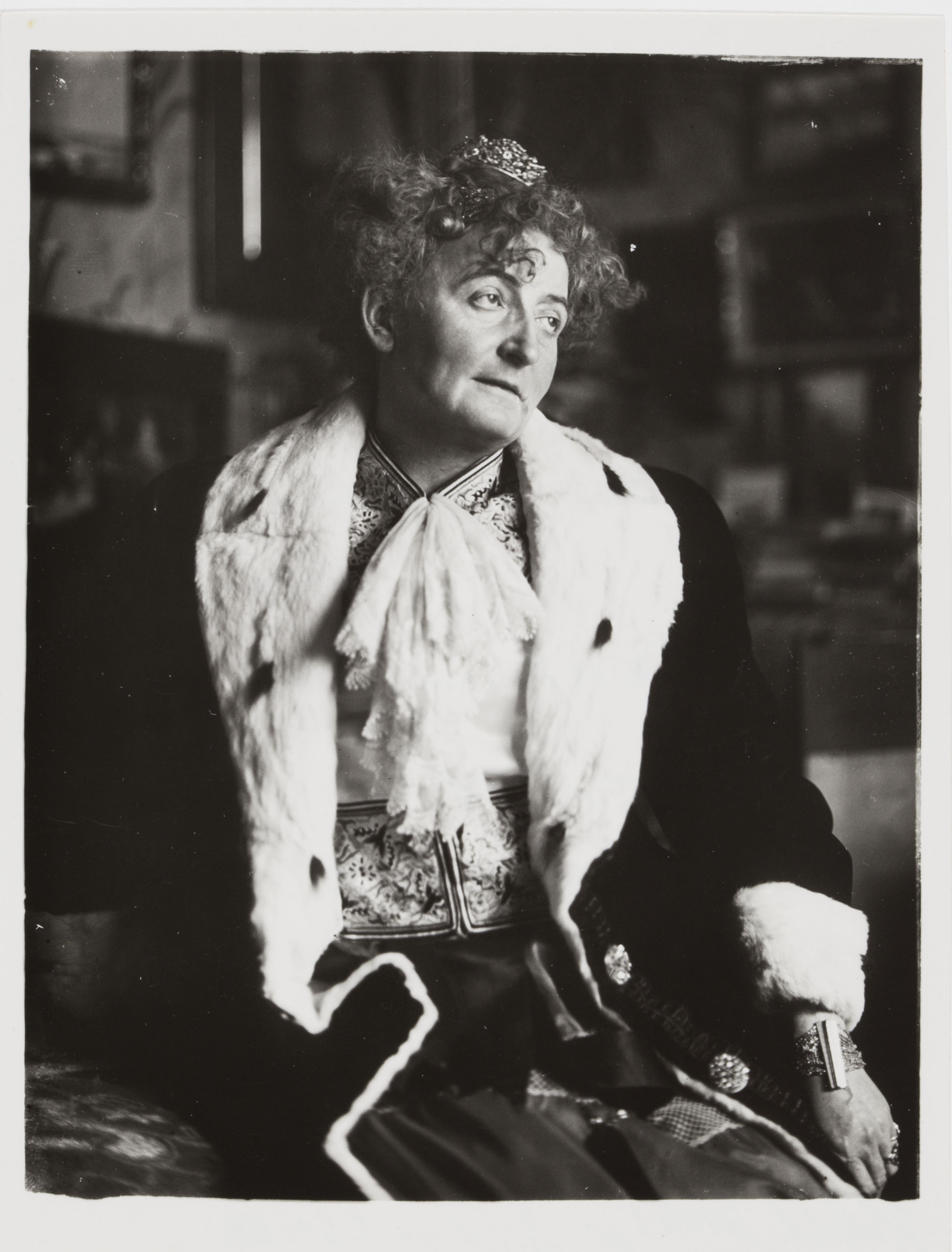
Hermione von Preuschen, undatierte Aufnahme von Philipp Kester

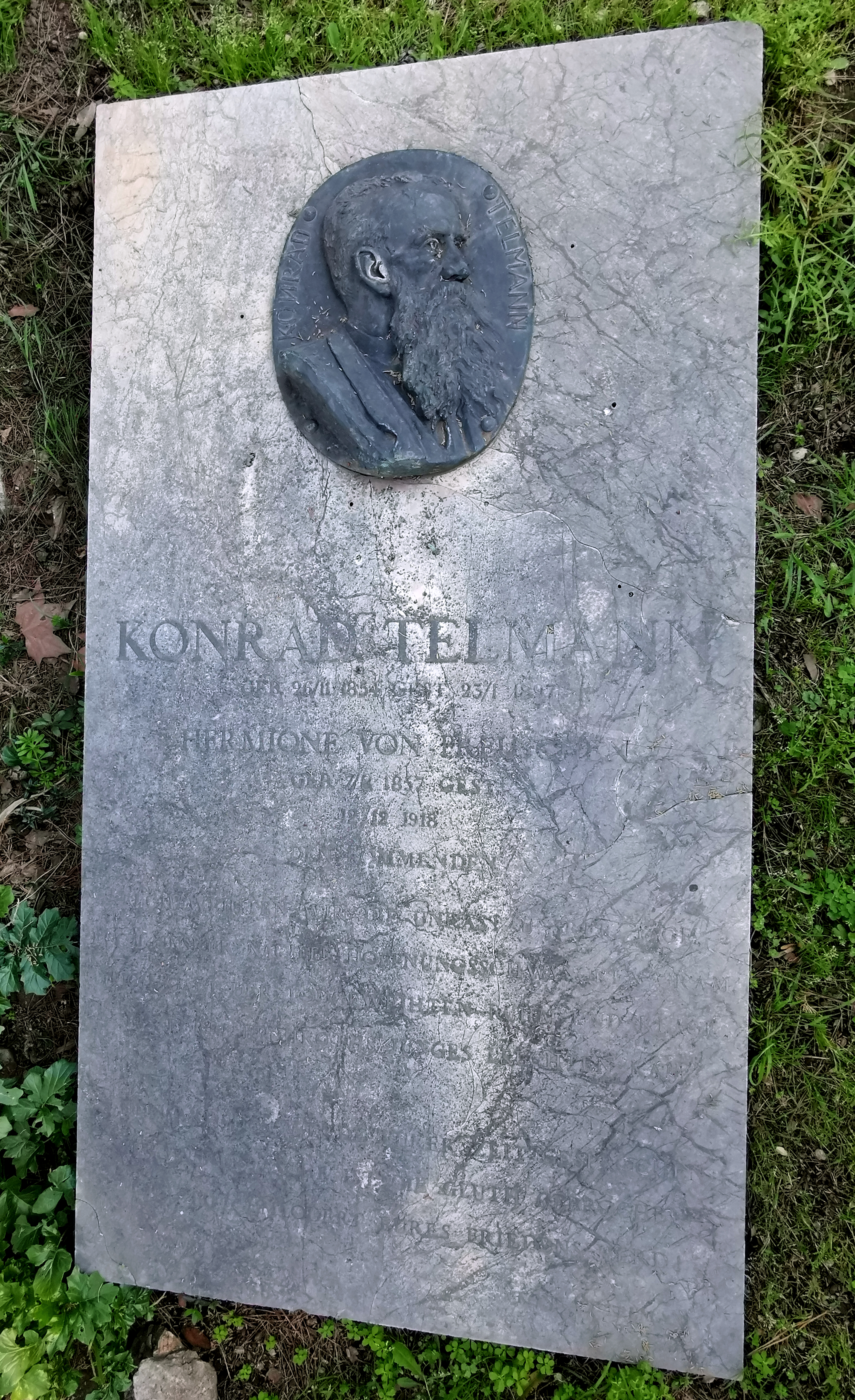
Grab auf dem Nichtkatholischen (Protestantischen) Friedhof Rom

Hermione von Preuschen, eigentlich Hermine Ernestine Henriette Anna von Preuschen, (* 7. August 1854 in Darmstadt; † 12. Dezember 1918 in Lichtenrade) war eine deutsche Malerin und Dichterin.

## Leben
Hermione von Preuschen war die Tochter von Freiherr Maximilian von Preuschen von und zu Liebenstein (Oberkonsistorialrat und hessischer Geheimrat) und Friederike Anna Albertine Ottilie geb. Scheffer von Althattendorf.
1869 begann sie mit 15 Jahren an der Kunstakademie in Karlsruhe Malerei zu studieren. Hauptsächlich war sie dort Schülerin von Ferdinand Keller. Nach drei Jahren beendete von Preuschen dieses Studium; die 19-Jährige erhielt in Karlsruhe noch im Haus von Gustav zu Putlitz weitere literarische Anregung. Sie begann nun Reisen durch Europa zu unternehmen, unter anderem nach Sizilien, Rom, Paris und Berlin.
1882 heiratete sie den Münchner Arzt Oswald Schmitt, doch wurde diese Ehe bereits 1889 wieder geschieden. 1891 heiratete sie in zweiter Ehe den Schriftsteller Konrad Telmann (eigtl. Zitelmann) und lebte die überwiegende Zeit in Rom, aber auch in Hökendorf bei Stettin. Neben den genannten Orten malte sie auch in München, Berlin und Kopenhagen. Sie war mit der etwa gleichaltrigen Malerin Emma Lutteroth bekannt und von Preuschens Novelle Meine Freundin – Eine Frage weist autobiografische Züge dieser Bekanntschaft auf.
Von Preuschen gilt als „Erfinderin“ des Historischen Stilllebens, was teilweise sehr kontrovers diskutiert wurde. Ihr Werk Mors Imperator wurde durch die offizielle Kunstkritik als eine Anspielung auf den alten Kaiser Wilhelm I. verstanden. Die einseitige Berichterstattung führte letztlich zu einer Anklage wegen Majestätsbeleidigung. Der Vorstand der Berliner Kunstausstellung wies das Bild 1887 zurück.
Als 1897 ihr Ehemann starb, zog sie sich in ihre Villa „Tempio Hermione“ in Lichtenrade zurück und begann, sich als Schriftstellerin zu etablieren. Den Winter 1897/1898 verbrachte sie in Kairo, danach verlegte sie ihre ständigen Wohnsitz nach Berlin. Zwischen 1905 und 1907 unternahm sie eine sehr ausgedehnte Reise nach Indien, Ceylon und Birma. Daneben schuf sie noch einige Stillleben und sah sich 1911 veranlasst, einen Kommentar zur Erklärung ihrer Bilder zu veröffentlichen. Berühmt sind vor allem ihre Stillleben und frühen Blumenbilder, welche der bayerische Prinzregent Luitpold besonders schätzte.

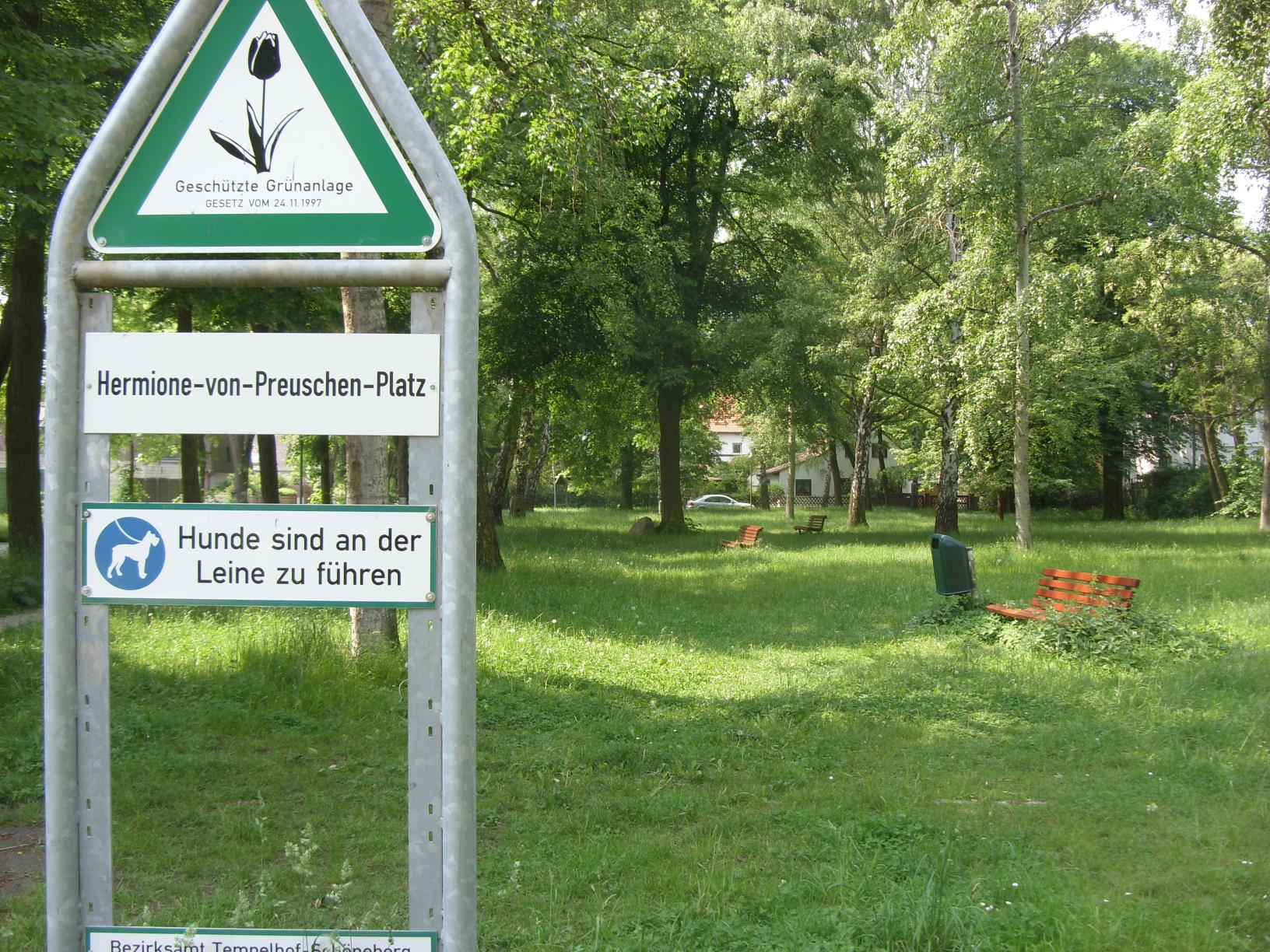
Hermione-von-Preuschen-Platz in Lichtenrade

Im Alter von 64 Jahren starb Hermione von Preuschen 1918 in Lichtenrade bei Berlin. Sie hat ihre letzte Ruhestätte neben ihrem früh verstorbenen Ehemann Telmann auf dem protestantischen Friedhof in Rom gefunden. Ihr zu Ehren wurde im Jahr 2009 der bisherige „Hohenzollernplatz“ in Lichtenrade in „Hermione-von-Preuschen-Platz“ umbenannt.

## Töchter
Zwei Töchter aus der Ehe mit Konrad Telmann, Ingeborg (Inge) und Helga, wurden 1906 von Telmanns Schwager Henning von Holtzendorff adoptiert, der mit Telmans Schwester kinderlos verheiratet war. Die Töchter wurden dadurch 1907 in den preußischen Adelsstand erhoben. Beide Töchter gehörten später in Berlin zum Kreis um den Philosophen Constantin Brunner, mit dem auch ihre Mutter bekannt war. Inge von Holtzendorff (1896–1974), seit 1923 verheiratet mit dem Maler Conrad Westpfahl, betätigte sich seit ihrer Jugend als Dramatikerin. Ihre erste Dramensammlung (1920) widmete sie Constantin Brunner.

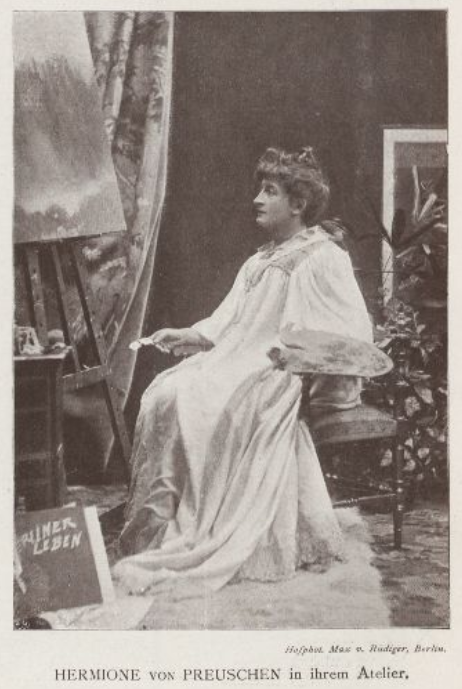
Hermione von Preuschen, Abb. in Berliner Leben 1899

## Werke

### Bilder
- Kleopatras Lager
- Mors Imperator, 1887
- Traumgott, um 1894 (Kunstmuseum Moritzburg Halle (Saale))
- Elaine (Musées de Metz)
- Kirke und die Schweine
- Leda
- Moloch Liebe
- Aus den Pariser halles centrales (1881)

### Literarische Werke
- 1888 Regina Vitae (Gedichte)
- 1893 Tollkraut (Novellen)
- 1895 Via passionis (Gedichte) Digitalisat
- 1897 Noch einmal „Mors imperator“ (Ein Requiem für Konrad Telmann)
- 1900 Vom Mondberg (Erlebte Gedichte)
- 1900 Von Ihm und Ihr (Novellen)
- 1900 Dunkelkammer (Novellen)
- 1902 Lebenssphinx (Novellen)
- 1902 Astartenlieder (Gedichte)
- 1903 Flammenmal (Gedichte)
- 1905 Halbweiber (Novellen)
- 1907 Kreuz des Südens (Gedichte)
- 1909 Durch Glut und Geheimnis (Reisebericht)
- 1911 Wie meine symbolistischen Bilder entstanden (Kommentar zum Werk)
- 1912 Perlen-Krönlein (Anthologie)
- 1920 Yoshiwara, vom Freudenhaus des Lebens (Roman)
- 1922 Erloschene Vulkane (Roman)
- 1926 Der Roman meines Lebens – ein Frauenleben um die Jahrhundertwende (Memoiren)

## Literatur

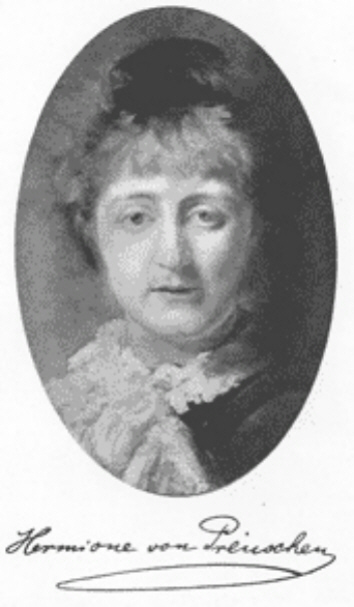
Hermione von Preuschen